# ولد

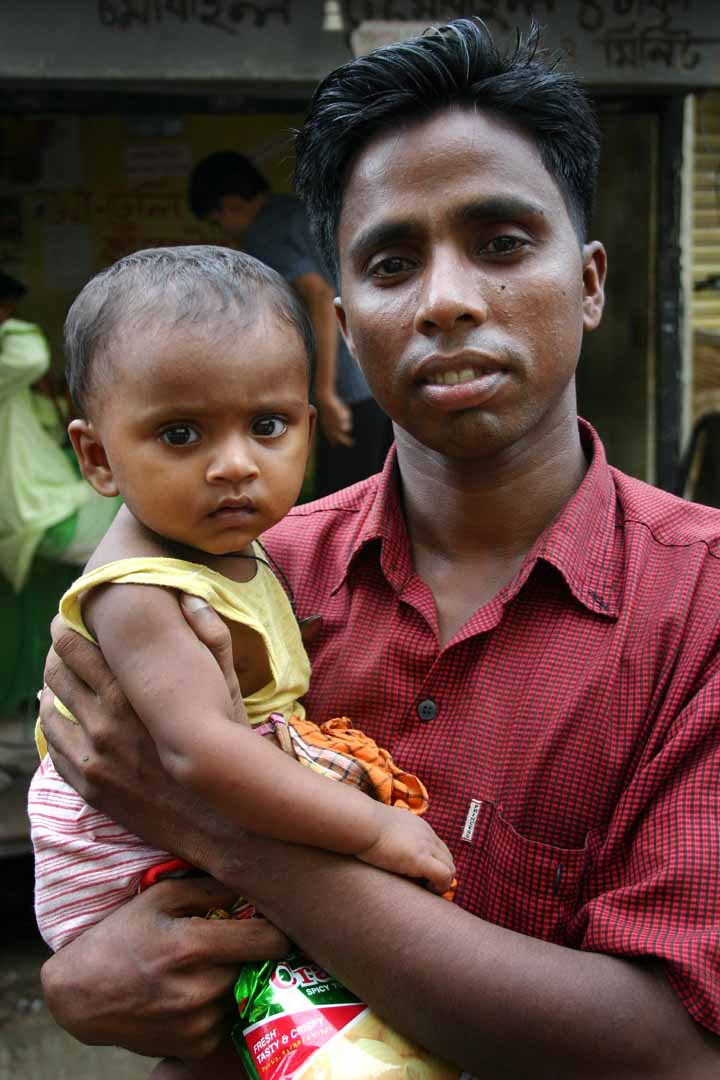
أب من دكا مع ولده

الوَلَد ( بفتح الواو واللام) أو الوُلْد ( بضم الواو وتسكين اللام) اسم لكل ما يولد وهو يجمع الواحد والكثير والذكر والأنثى ويقال له الوِلْد كذلك ويجمع ولد: أَوْلاد ووُلْد ووِلْدَان ووِلْدة

## مصطلحات
يسمى وَلَد كل بشر ابْن وابْنَة. ويسمى الولد الأول بِكْر والولد الأخير عِجْزة ونُضاضة سواء للذكر أو الأنثى.
أما ولد الولد فيسمى سبطاً.
وولد كل سبع جرو. وولد كل وَحْشِيَةٍ طَلاً. وولد كل طائر فَرْخ.